# Charlie Clements
Charlie Clements (Sidcup, Kent; 5 de junio de 1987) es un actor inglés, más conocido por haber interpretado a Bradley Branning en la serie EastEnders.

## Carrera
En el 2005 apareció en un episodio de la serie del Reino Unido The Bill donde interpretó a Adrian Bickman, un joven con autismo.
El 24 de enero de 2006 se unió al elenco de la exitosa serie británica EastEnders, donde interpretó al encantador Bradley Branning hasta el 22 de febrero de 2010 después de que su personaje muriera al caer de un edificio. Más tarde la actriz Lacey Turner, que interpretaba a la esposa de Bradley en la serie, anunció que también se iría y que la razón de su partida era que había acordado con Charlie que ambos se irían al mismo tiempo: Clements terminó su participación en la serie el 22 de febrero de 2010 mientras que Lacey dejó la serie el 25 de diciembre de ese mismo año.
Desde el 2010 Charlie se ha convertido en la voz de los comerciales de teléfonos celulares de Orange.
En el 2011 interpretó a David Filde en la obra The Haunting, donde trabajó con Paul Nicholas.
A finales de noviembre del 2013 apareció como invitado en un episodio de la serie médica Casualty donde interpretó a Jake O'Reilly, un joven que se mete en problemas cuando su padre y él encuentran una bolsa llena de dinero.
En 2018 apareció como invitado en la serie médica Holby City' interpretando a Hughie Marsh, un paciente.

## Filmografía

### Series de televisión
| Año         | Título                       | Personaje           | Notas                             |
| ----------- | ---------------------------- | ------------------- | --------------------------------- |
| 2018        | Holby City                   | Hughie Marsh        | episodio "Too Good to Be True"    |
| 2016        | Henry VIII and His Six Wives | Henry VIII          | 2 episodios - miniserie           |
| 2015        | Pypo                         | Alan                | episodio "Lactation"              |
| 2015        | Murdoch Mysteries            | Charlie Brackenreid | episodio "Toronto's Girl Problem" |
| 2013        | Casualty                     | Jake O'Reilly       | episodio "Three's a Crowd"        |
| 2012        | Crime Stories                | Nick Johnson        | episodio # 1.13                   |
| 2006 - 2010 | EastEnders                   | Bradley Branning    | 409 episodios                     |
| 2005        | The Bill                     | Adrian Bickman      | episodio "329"                    |

### Películas
| Año  | Título              | Personaje           | Notas                                                                                               |
| ---- | ------------------- | ------------------- | --------------------------------------------------------------------------------------------------- |
| 2016 | The Last Photograph | Policía de tráfico  | junto a Danny Huston, Michelle Ryan, Jaime Winstone, Ian Pirie, Christopher Villiers y Stacy Martin |
| 2012 | Coward              | Skinner             | junto a Martin McCann, Sean Stewart, Charlotte Bradley, Nick Moran y Cillian Roche                  |
| 2007 | Popcorn             | Cliente asustado    | junto a Andrew Lee Potts, Kate Maberly, Laura Aikman, Ophelia Lovibond y Lee Williams               |
| 2005 | The Car             | Repartidor de pizza | corto - junto a Jimmy Akingbola, Darren Darnborough, Eve Spaughton y Sarah Strachan                 |

### Apariciones
| Año  | Título               | Notas                        |
| ---- | -------------------- | ---------------------------- |
| 2010 | The Wright Stuff     | episodio # 12.12 - panelista |
| 2007 | F*** Off, I'm Ginger | documental'                  |

### Teatro
| Año  | Obra         | Personaje   | Teatro            | Notas                 |
| ---- | ------------ | ----------- | ----------------- | --------------------- |
| 2012 | Faith        | Mick        | Courtyard Theatre | -                     |
| 2011 | The Haunting | David Filde | -                 | junto a Paul Nicholas |

## Premios y nominaciones
| Año  | Categoría                                                  | Premio                     | Serie      | Resultado |
| ---- | ---------------------------------------------------------- | -------------------------- | ---------- | --------- |
| 2010 | Best Exit                                                  | Inside Soap Awards         | EastEnders | Ganó      |
| 2010 | Best Exit                                                  | British Soap Awards        | EastEnders | Ganó      |
| 2008 | Best Couple (junto a Lacey Turner)                         | Inside Soap Awards         | EastEnders | Ganaron   |
| 2008 | Best Soap Actor                                            | TV Quick Awards            | EastEnders | Ganó      |
| 2008 | Best Actor                                                 | British Soap Awards        | EastEnders | Nominado  |
| 2008 | Secret's Out (junto a Lacey Turner, Jake Wood y Jo Joyner) | All Aboout Soap Awards     | EastEnders | Ganaron   |
| 2007 | Most Popular Actor                                         | National Television Awards | EastEnders | Nominado  |
| 2007 | Best Couple (junto a Lacey Turner)                         | Inside Soap Awards         | EastEnders | Ganaron   |
| 2007 | Double Act (junto a Lacey Turner)                          | All About Soap Awards      | EastEnders | Nominados |
| 2007 | Best Soap Actor                                            | TV Quick Awards            | EastEnders | Ganó      |
| 2006 | Most Popular Newcomer                                      | National Television Awards | EastEnders | Ganó      |
| 2006 | Best Soap Newcomer                                         | TV Quick Awards            | EastEnders | Ganó      |
| 2006 | Best Couple (junto a Lacey Turner)                         | Inside Soap Awards         | EastEnders | Ganaron   |
| 2006 | Best Newcomer                                              | Inside Soap Awards         | EastEnders | Ganó      |
| 2006 | Best Newcomer                                              | British Soap Awards        | EastEnders | Ganó      |